# Kinetta (film)
Kinetta (în greacă Κινέτα) este un film grecesc experimental din 2005 produs de Athina Rachel Tsangari și regizat de Yorgos Lanthimos. Este debutul regizoral solo al lui Lanthimos. Scenariul a fost scris de Yorgos Lanthimos și Yorgos Kakanakis. În rolurile principale interpretează actorii Evangelia Randou, Aris Servetalis și Costas Xikominos. Filmul prezintă câteva elemente timpurii din lumea mută a filmelor lui Lanthimos, care sunt apoi dezvăluite pe deplin în Canin (2009) și Alpii (2011).

## Rezumat
În afara sezonului, în stațiunea grecească Kinetta, trei străini perfecți – un ofițer de poliție în afara programului cu atracție pentru mașini de lux germane și femei rusoaice, un fotograf excentric⁠(d) și o cameristă de hotel – își unesc forțele dintr-un motiv destul de ciudat: pentru a recrea omucideri. Meticulos și cu o abordare aproape ritualică, trio-ul improbabil reconstituie scenele crimelor brutale, până în punctul în care granițele propriilor vieți private încep încet încet să se estompeze.

## Distribuție
- Evangelia Randou
- Aris Servetalis
- Costas Xikominos
- Youlika Skafida
- Hector Kaloudis

## Lansare
Filmul a fost proiectat la a 46-a ediție a Festivalului de Film de la Salonic.
Filmul nu a fost lansat în cinematografele din Statele Unite în 2005. În 2019, Museum of the Moving Image (Muzeul Imaginii în Mișcare) a proiectat filmul timp de nouă zile în octombrie.

## Primire
Filmul a avut recenzii negative din partea criticilor. Pe agregatorul de recenzii Rotten Tomatoes, filmul are un rating de aprobare de 17% pe baza recenziilor de la 6 critici, cu un rating mediu de 3,4/10.
John DeFore, în The Hollywood Reporter, a lăudat capacitatea filmului de a-și provoca publicul, cu intruziunea cadrelor pline de umor sau a momentelor de culoare în estetica altfel „mohorâtă de iarnă”. El a afirmat, de asemenea, că fanii vechi s-ar bucura de film, deoarece „... introduce teme care vor continua chiar și în lăudatele sale lucrări în limba engleză.”
Ben Kenigberg, scriind pentru The New York Times a avut o recenzie mixtă: „În timp ce Kinetta oferă frânturi de idei vizuale pe care Lanthimos le va explora mai pe larg în lucrările sale ulterioare, rămâne doar o curiozitate criptică. Îi lipsește dialogul și are nevoie de timp pentru a clarifica dinamica personajelor. Lanthimos a utilizat un aparat de filmat portabil pe scară largă, ceea ce unii consideră că este mai mult iritant decât util. În retrospectivă, Lanthimos va dezvolta un simț mai lin și mai controlat al cinematografiei sale în lucrările ulterioare.”
Variety a lăudat filmul lui Lanthimos, Kinetta, care „se abate semnificativ de lucrarea sa anterioară. Narațiunea alunecă într-o stare de stază dramatică, cu personaje excentrice marcate de dorințele lor ciudate. Lanthimos explorează ideea că toți au slăbiciuni personale, dar evită poveștile convenționale și satira. Actorii au interpretări somnambulice în roluri criptice. Din punct de vedere tehnic, filmul este o provocare prin folosirea unui aparat de filmat portabil care creează o experiență de vizionare neliniștitoare.”